# Lepidotes
Il lepidote (Lepidotes Agassiz, 1832) è un genere di pesce osseo estinto, vissuto tra il Giurassico inferiore (190 – 189 milioni di anni fa). I suoi resti sono stati ritrovati in tutto il mondo.

## Un pesce molto diffuso
Diffusissimo nei mari bassi e nelle acque dolci, il lepidote è uno dei più tipici rappresentanti dei lepisosteiformi (Lepisosteiformes), un gruppo di pesci ossei primitivi dotati di pesanti scaglie ganoidi, derivati direttamente dai più antichi osteitti (Palaeonisciformes) del Devoniano e del Carbonifero, attualmente rappresentati dai lucci alligatore. Il lepidote era un grosso pesce, che poteva superare i due metri di lunghezza, anche se mediamente era lungo 30-40 centimetri; il corpo era massiccio, non particolarmente agile. Questo pesce non doveva essere in grado di muoversi molto velocemente, e la sua protezione contro i predatori era data esclusivamente dalle pesanti scaglie ganoidi. Batterie di robusti denti permettevano al lepidote di rompere i gusci delle sue prede, probabilmente molluschi.

## Una bocca evoluta
Il lepidote fu uno dei primi pesci a sviluppare un nuovo tipo di anatomia boccale: le mascelle superiori non erano più saldate all'osso zigomatico, così da permettere alle fauci di "distaccarsi" ed estroflettersi, andando a formare una sorta di tubo; questa caratteristica permetteva al pesce di risucchiare le prede da una distanza più lunga rispetto agli altri pesci suoi contemporanei. Questa modalità di nutrizione si osserva ancora oggi in pesci come le carpe, e potrebbe essere stata una delle chiavi del successo evolutivo del lepidote.

## Preda dei dinosauri
Il lepidote è spesso raffigurato come la tipica preda del dinosauro Baryonyx, dal momento che le scaglie di un esemplare furono rinvenute all'interno della cavità addominale del rettile.